# Jüdischer Friedhof (Ermreuth)

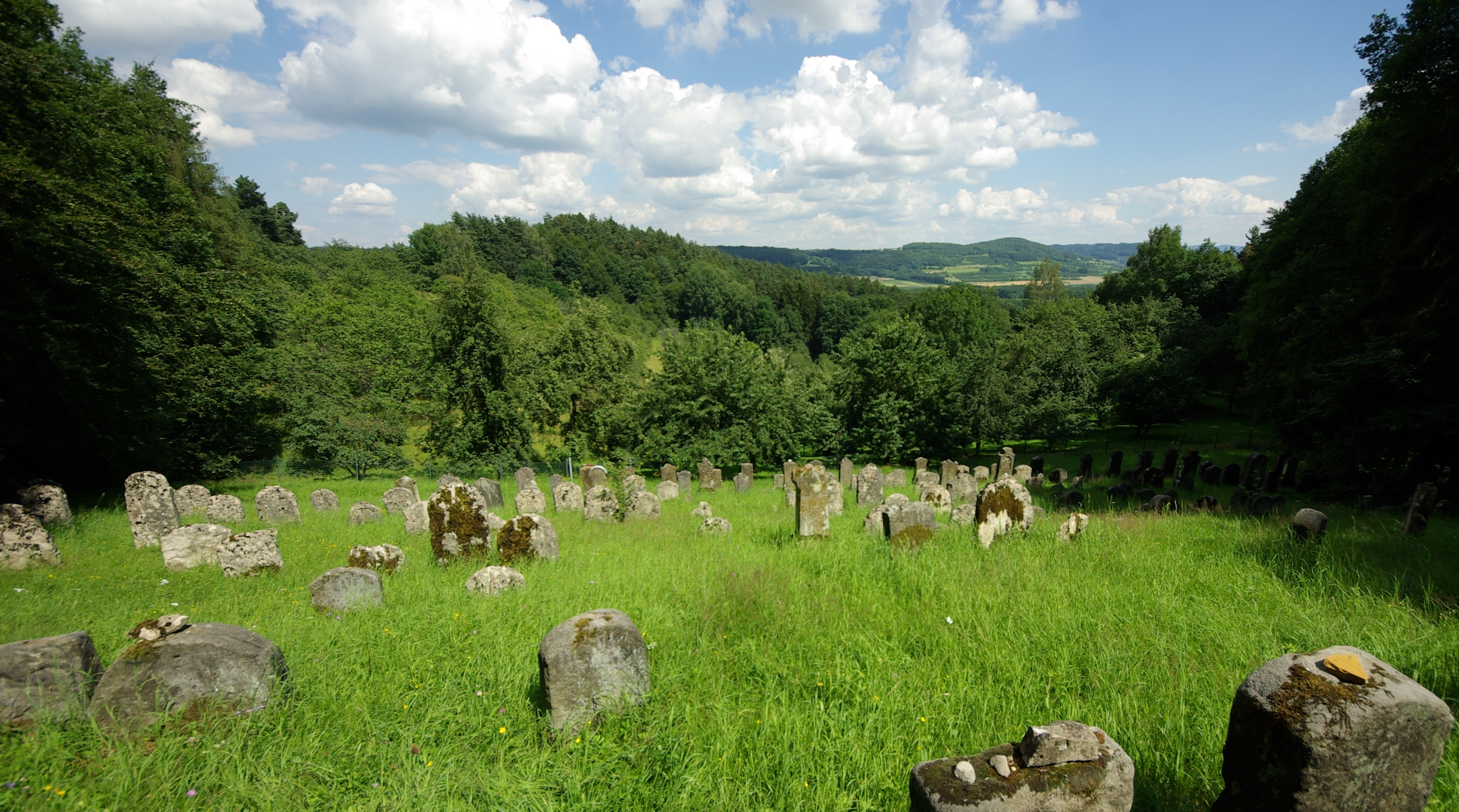
Jüdischer Friedhof in Ermreuth, 2011

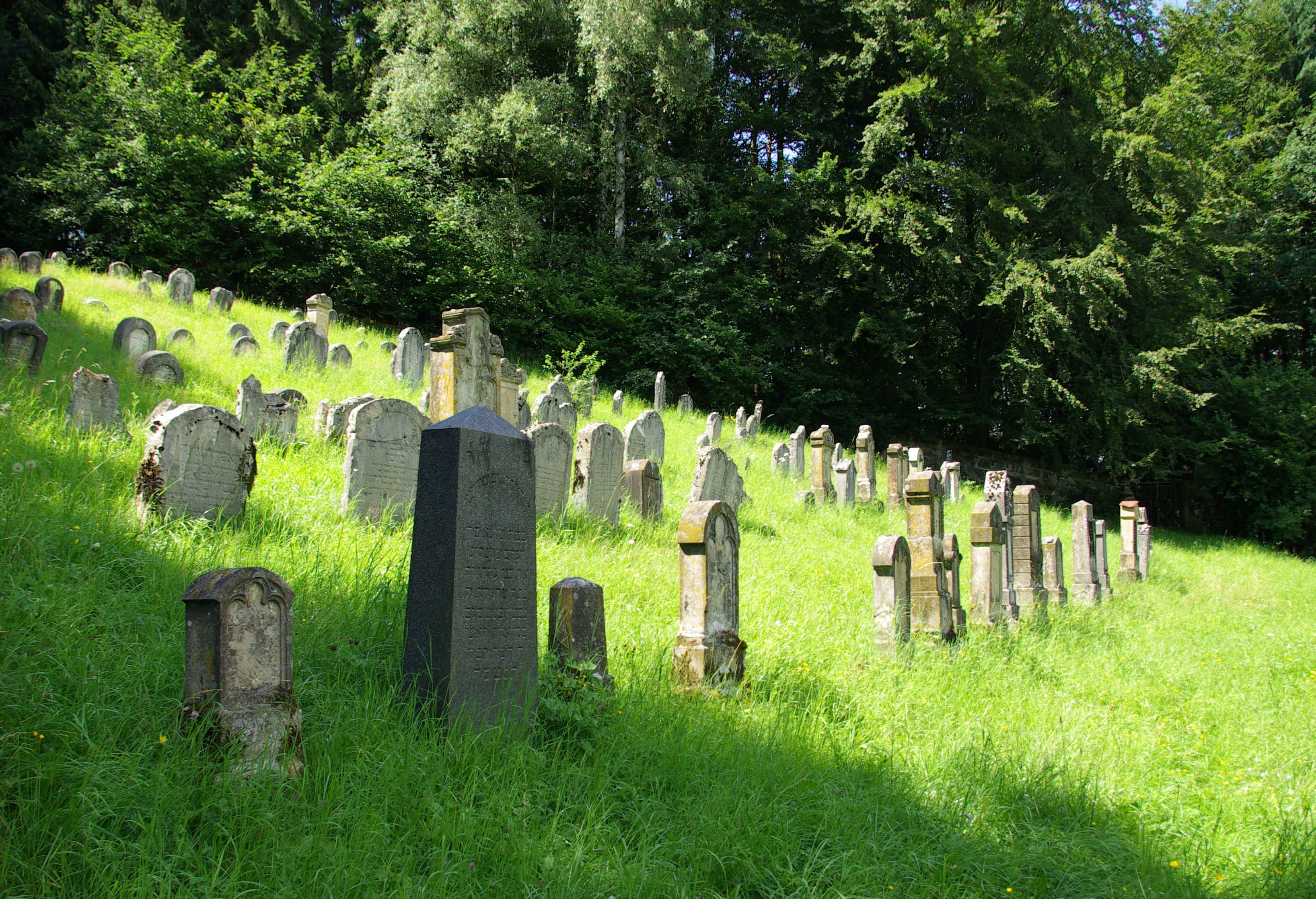
Jüdischer Friedhof in Ermreuth, 2011

Der Jüdische Friedhof in Ermreuth im oberfränkischen Landkreis Forchheim ist eine jüdische Begräbnisstätte, die von 1711 bis 1937 belegt wurde.

## Lage
Der 2640 m² große Begräbnisplatz liegt etwa 1,5 km nordwestlich des Ortes Ermreuth zwischen Obstgärten und Waldungen am Hang des Heinbühls, oberhalb des früheren Viehtriebs. Das Grundstück in Form eines unregelmäßigen Dreiecks wird im Norden von einer Steinmauer mit zwei Toren begrenzt, die anderen Seiten begrenzt ein Drahtzaun und eine Hecke.

## Geschichte

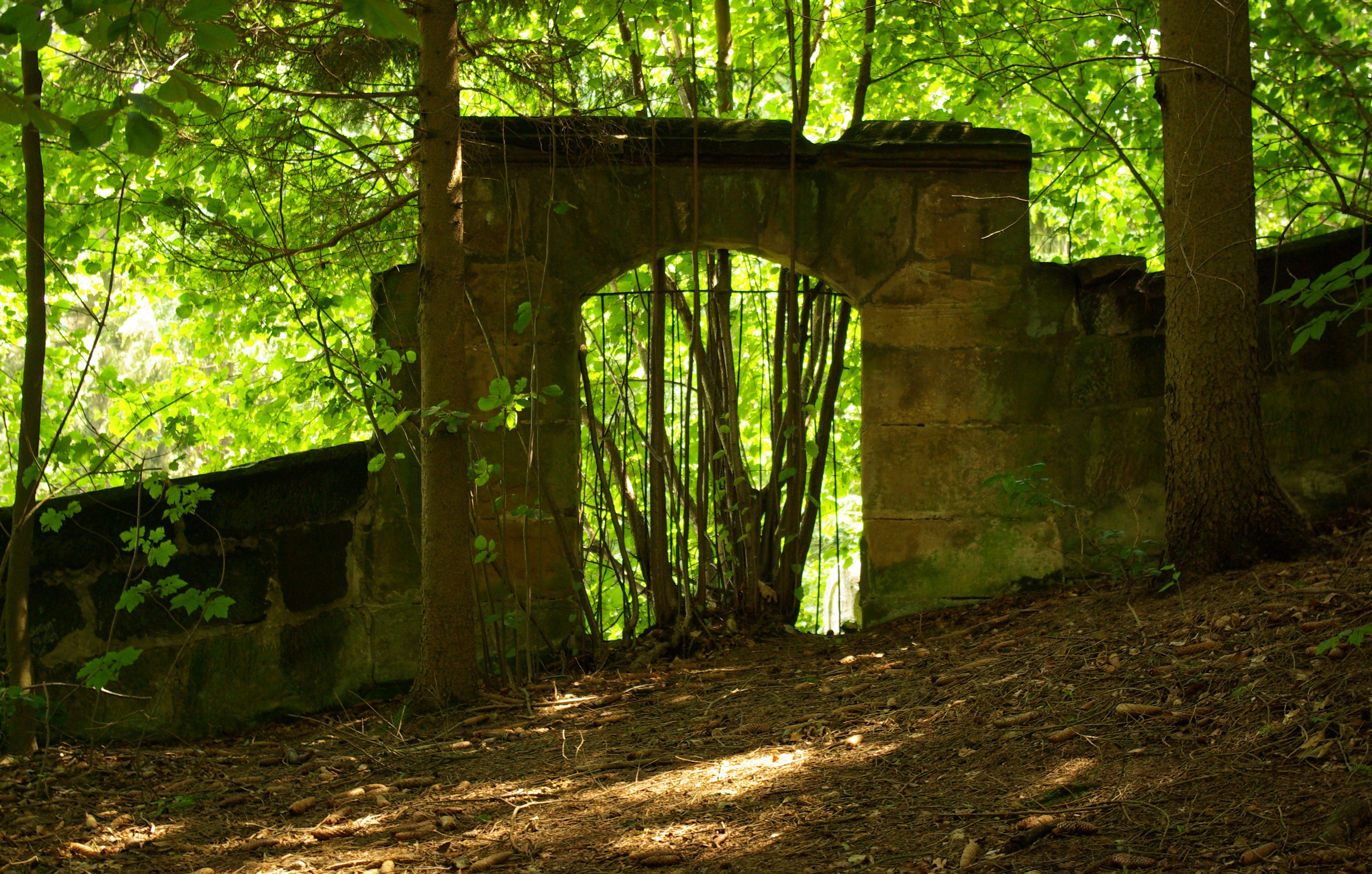
Altes Eingangstor des Jüdischen Friedhofs in Ermreuth, 2011

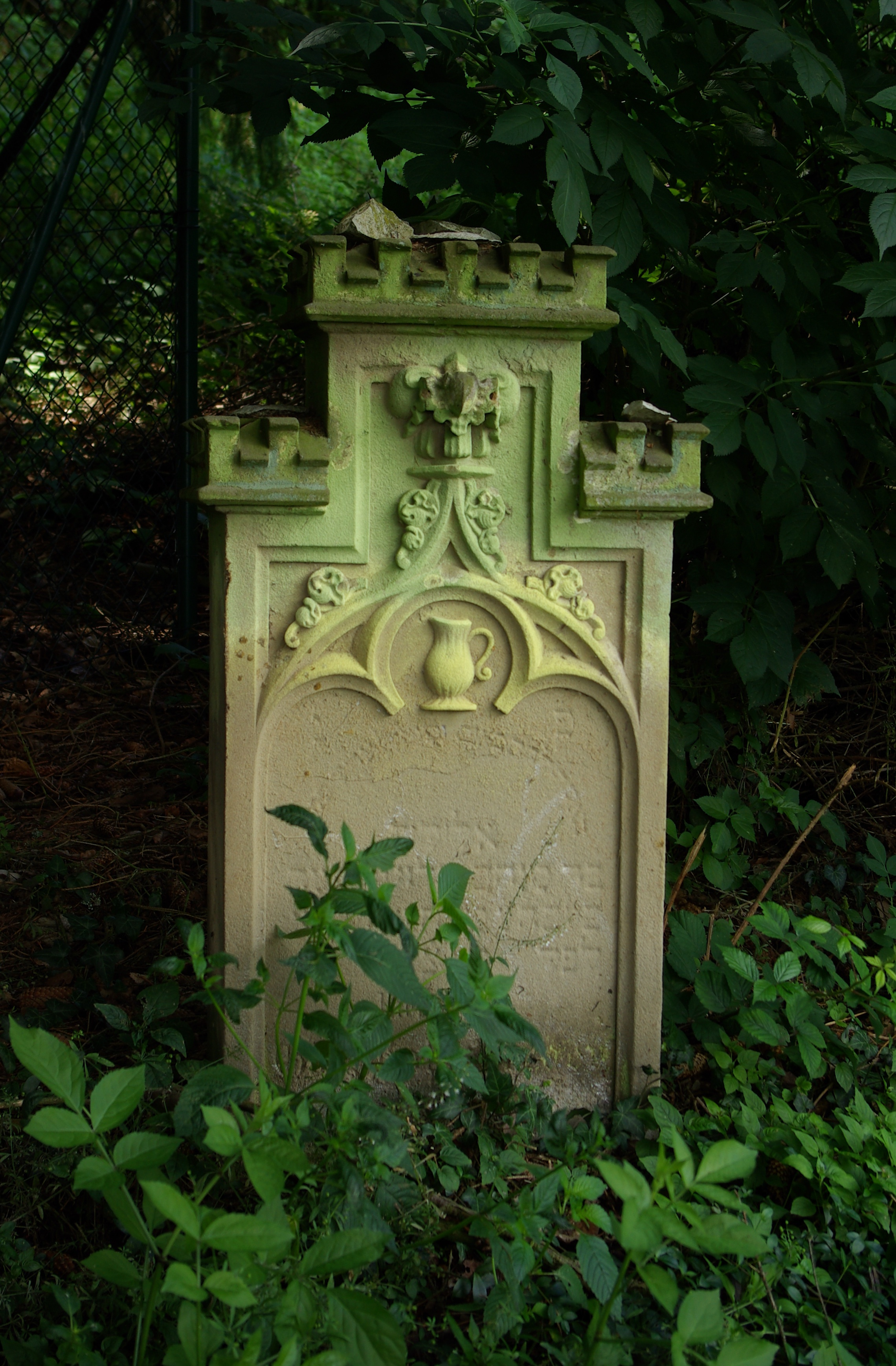
Grabstein auf dem Jüdischen Friedhof in Ermreuth mit dem Relief eines Kruges zur rituellen Waschung der Hände, 2011

Zunächst bestatteten die Ermreuther Juden ihre Verstorbenen auf dem Jüdischen Friedhof in Baiersdorf. 1711 erwarb die jüdische Gemeinde in Ermreuth von der Grundherrschaft ein ödes Stück Land und legte dort eine eigene Begräbnisstätte an. Die wachsende Anzahl der Gemeindemitglieder führte in den Jahren 1797 und 1862 zu größeren Erweiterungen des Friedhofs.
Auf dem Friedhof wurden fast ausschließlich Mitglieder der jüdischen Gemeinde in Ermreuth beerdigt. Für nicht zur Ermreuther Gemeinde gehörende Juden musste zunächst ein doppeltes Bestattungsgeld gezahlt werden. Von den ehemals etwa 500 Grabsteinen sind etwa 215 erhalten. Das älteste Grabmal stammt aus dem Jahr 1730, das jüngste von 1932. Der größte Teil der bestehenden Gräber wurde im 19. Jahrhundert angelegt. Nachdem 1822 im Ort mit 194 Personen die Höchstzahl an jüdischen Einwohnern erreicht worden war, sank die Zahl danach durch Abwanderung in die Städte rapide. 1933 gab es in Ermreuth nur noch fünf jüdische Haushalte, in denen insgesamt 21 Personen lebten.
In der Zeit des Nationalsozialismus wurde der Friedhof geschändet. 1936 wurden 19 Grabsteine umgeworfen und auch in der Folgezeit erfuhr die Anlage wesentliche Veränderungen. Die beiden letzten, in den Jahren 1936 und 1937 beigesetzten Verstorbenen erhielten keine Grabsteine mehr. Während der Novemberpogrome 1938 wurden die Einrichtung und die Ritualien der 1922 erbauten Synagoge in Ermreuth zertrümmert. Mindestens 38 in Ermreuth geborene oder wohnhafte Juden fielen dem Holocaust zum Opfer.
1993 wurden an vielen umgefallenen und vom Umstürzen bedrohten Grabsteinen Stabilisierungsmaßnahmen vorgenommen, die sich zum Teil als unvorteilhaft erwiesen. Dabei wurden an mehreren Grabsteinplatten irreparable Schäden angerichtet.